# HTC One V
HTC One V — смартфон, разработанный компанией HTC в 2012 году. Входит в линейку аппаратов HTC One и является первым её представителем наряду с HTC One X и HTC One S. Работает под управлением Android 4.0.3 с HTC Sense 4.0. Корпус смартфона выполнен из алюминия. Дизайн корпуса напоминает HTC Legend выпущенный в 2010 году. Из технических особенностей: 5-мегапиксельная камера, 3,7 дюймовый дисплей (разрешение 480×800), 512 Мб оперативной памяти, 1 ГГц процессор и система Beats audio.

## Характеристики смартфона

### Аппаратное обеспечение

#### Процессор
HTC One V работает на базе процессора Snapdragon S2 MSM8255 компании Qualcomm.
Этот чип является системой на кристалле, работает на тактовой частоте 1 ГГц. Процессор выполнен по 45 нм техпроцессу, архитектура — ARMv7, графическое ядро — Adreno 205.

#### Экран
HTC One оснащён сенсорным 3,7-дюймовым (93,98 мм) Super-LCD 2. Разрешение дисплея 480х800 пикселей, плотность точек составляет 252 PPI. Он способен отобразить 16,7 млн цветов. Сверху покрыт защитным стеклом неизвестного издателя, но по уверению поддержки HTC стекло не уступает в прочности более именитому аналогу — Gorilla Glass. Но все же царапины остаются. Хорошо работает датчик автоматической регулировки яркости, а также сенсор приближения, блокирующий экран во время разговора.

#### Аккумулятор
HTC One V питается от встроенной литий-ионной батареи ёмкостью 1500 мАч. В режиме воспроизведения видео на максимальной яркости с работающими беспроводными модулями заряда хватает примерно на 5 часов.

#### Аудио
Устройство поставляется с поддержкой технологии Beats by Dr. Dre для улучшения качества звука. Однако набор не включает в себя наушники Beats by Dr. Dre.

#### Камера
Смартфон оснащён основной 5-мегапиксельной камерой, которая может делать фотографии с разрешением 2592 x 1944 пикселей и снимать видео — 1280 х 720 пикселей, то есть с качеством 720p. Также есть LED-вспышка, автофокус, распознавание лиц. Позволяет делать фотоснимки во время записи видео.
Не имеет фронтальной камеры.

#### Память
В аппарате есть 4 Гб памяти, пользователю доступно порядка 0,9 Гб. Также аппарат имеет разъем под карту microSD, официально поддерживает до 32 ГБ.

#### Беспроводные модули
Аппарат имеет встроенные модули беспроводной передачи данных:
- Wi-Fi

#### Корпус
Что бросается в глаза сразу, так это характерный изгиб в нижней части корпуса. Это можно назвать фирменным стилем HTC, который регулярно встречается нам в различных моделях(Legend, Hero, Wildfire S).

### Программное обеспечение

#### Операционная система
Смартфон работает под управлением Android 4.0.3 Ice Cream Sandwich.

#### Интерфейс
На HTC One V установлен интерфейс собственного производства компании HTC Sense версии 4.0. В наличии 5 рабочих столов.